# مونتابآور (اتحاد إداري)
اِتِّحاد مُونتابآُور (بالأَلمانِيَّة: Verbandsgemeinden Montabaur) هُو اِتِّحاد إِدارِي أَلمانِيَّ في مِنطَقَة ڤِيستر ڤَآلد كرآيس التَّابِعة لِمُحافظة كُوبلنز في وِلاَية رَآينٌ لَاند - بفَآلز في جُمهُوريَّة أَلمَانيَا الاِتّحاديّة. ويضُمُّ اِتِّحاد مُونتابآُور مدِينة واحِدة، وأَربعة وعِشرُون بلدة بمِساحة تُقَدَّر بحَوالَي 151 كم².

## بلدَات اِتِّحاد مُونتابآُور
يضُمُّ اِتِّحاد مُونتابآُور مدِينة واحِدة، وأَربعة وعِشرُون بلدة بمِساحة تُقَدَّر بحَوالَي 151 كم². وهي كالتَّالي:

### المُدُن
| اِسم المدِينة     | ٱلِٱسم بالأَلمانِيَّة | عَدد السُكَّان | المِساحَة (كم²) |
| --------------- | ---------------- | ---------- | ------------- |
| مدِينة مُونتابآُور | Stadt Montabaur  | 13٬291     | 34            |

### البلدَات
| اِسم البلدَة             | ٱلِٱسم بالأَلمانِيَّة              | عَدد السُكَّان | المِساحَة (كم²) |
| ---------------------- | ----------------------------- | ---------- | ------------- |
| بَلْدَة بُودِنٌ              | Gemeinde Boden                | 555        | 2             |
| بَلْدَة دَآُوبَآخ            | Gemeinde Daubach              | 465        | 3             |
| بَلْدَة آيتِلبُورنٌ          | Gemeinde Eitelborn            | 2٬454      | 7             |
| بَلْدَة غَاكِنٌبَآخ           | Gemeinde Gackenbach           | 525        | 5             |
| بَلْدَة غِيرُود             | Gemeinde Girod                | 1٬175      | 7             |
| بَلْدَة غُورغِسٌهَآُوزِنٌ        | Gemeinde Görgeshausen         | 862        | 3             |
| بَلْدَة غرُوسِّهُولبَآخ        | Gemeinde Großholbach          | 1٬002      | 4             |
| بَلْدَة هَآيلبِيرشَآيد       | Gemeinde Heilberscheid        | 663        | 6             |
| بَلْدَة هَآيليغِنٌرُوت        | Gemeinde Heiligenroth         | 1٬401      | 6             |
| بَلْدَة هُولِّر              | Gemeinde Holler               | 1٬038      | 5             |
| بَلْدَة هُوربَآخ            | Gemeinde Horbach              | 676        | 4             |
| بَلْدَة هُوبِينٌغِنٌ           | Gemeinde Hübingen             | 536        | 4             |
| بَلْدَة كَادِنٌبَآخْ           | Gemeinde Kadenbach            | 1٬340      | 4             |
| بَلْدَة نِينتِرسهَآُوزِنٌ       | Gemeinde Nentershausen        | 2٬022      | 8             |
| بَلْدَة نُويِهَآُوزِل          | Gemeinde Neuhäusel            | 2٬005      | 2             |
| بَلْدَة نِيدرإِلبِرت         | Gemeinde Niederelbert         | 1٬669      | 10            |
| بَلْدَة نِيدغِربَآخ          | Gemeinde Niedererbach         | 992        | 4             |
| بَلْدَة نُومٌبُورنٌ           | Gemeinde Nomborn              | 710        | 4             |
| بَلْدَة أُوبِرإِلبِرت         | Gemeinde Oberelbert           | 1٬141      | 3             |
| بَلْدَة رُوبَّآخ - غُولدِهَآُوزِنٌ | Gemeinde Ruppach - Goldhausen | 1٬249      | 4             |
| بَلْدَة زِيمِّرنٌ             | Gemeinde Simmern              | 1٬465      | 9             |
| بَلْدَة شتَآلهُوفِنٌ          | Gemeinde Stahlhofen           | 702        | 3             |
| بَلْدَة اُونتِرسٌهَآُوزِنٌ       | Gemeinde Untershausen         | 496        | 2             |
| بَلْدَة ڤِلشنُويدُورف        | Gemeinde Welschneudorf        | 958        | 8             |

## توأمة
لمونتابآور (اتحاد إداري) اتفاقيات توأمة مع:
- فريدريكسبورغ

## وُصلات خارجيّة
- صفحة اِتِّحاد مُونتابآُور الرّسميّة (باللُّغَةُ الألمانِيّة).

## مَراجع
1. ↑  "معلومات عن مونتابآور (اتحاد إداري) على موقع d-nb.info". d-nb.info. مؤرشف من الأصل في 2019-12-14.
2. ↑  "معلومات عن مونتابآور (اتحاد إداري) على موقع viaf.org". viaf.org. مؤرشف من الأصل في 2016-12-28.